# Mugachinnenahalli, Dod Ballapur
Mugachinnenahalli là một làng thuộc tehsil Dod Ballapur, huyện Bangalore Rural, bang Karnataka, Ấn Độ.